# Tokage
tokage（トカゲ）は、日本のロックバンド。

## メンバー
Saki
ボーカル
- 出身：大分県別府市
- 血液型：AB型

Eiri
ギター
- 出身：茨城県
- 血液型：O型

Eba
ベース
Yasu
ドラムス
- 出身：茨城県
- 血液型：A型

### 旧メンバー
Yoshiakiベース ：2012年11月17日、体調不良により脱退。

## 来歴
- CLOVERの椛田早紀とそのメンバーのひとりだったEiriで2007年1月結成。
- 2012年6月にEiriが以前所属していたバンドDearのベースYoshiakiとドラムスYasuが加入しバンドとなった。
- 2012年11月17日、Yoshiakiが体調不良により脱退。以降ベースにはサポートメンバーを迎えて活動。
- Ebaをベースに迎え、現在のラインナップで活動中。

## 音楽

### デモCD
- tokage 1 （2007年4月14日、ライブ会場限定販売デモCD ※完売）

1. 早熟
2. looking for the star

- tokage 2 （2007年6月6日、ライブ会場限定販売デモCD ※完売）

1. My life
2. ABCガール

- tokage 3 （2007年8月7日、ライブ会場限定販売デモCD ※完売）

1. Pansy 〜30℃の恋〜
2. Black Yesterday

- tokage 4 （2008年1月22日、ライブ会場限定販売デモCD ※完売）

1. てがみ
2. チェリー

- tokage 5 （2008年4月19日、ライブ会場限定販売デモCD ※完売）

1. ピアノ
2. 雨色

- ラブレター （2008年7月30日、ライブ会場限定無料配布デモCD）

1. ラブレター

- tokage 6 （2009年7月7日、ライブ会場限定販売デモCD ※完売）

1. カレーライス
2. 午前0時の約束
3. special track

- tokage 7 （2009年9月4日、ライブ会場限定販売デモCD ※完売）

1. ビューティフルバービー
2. さみしがり☆CANDY GIRL
3. special track

- tokage 8 （2010年1月29日、ライブ会場限定販売デモCD ※完売）

1. ペンギンと少年
2. まぼろし
3. special track

- tokage 9 （2010年3月10日、ライブ会場限定販売デモCD ※販売終了）

1. サクラ
2. ユキハネ
3. special track

### デモアルバム
- infinity（2007年9月5日、ライブ会場限定販売 ※販売終了）
- Yellow （2010年6月1日、ライブ会場限定販売 ※販売終了）

### ミニアルバム
- サニー （2008年10月3日、DMRS-301 Rhythm Site（インディーズレーベル））
- EYE （2012年10月12日、LZMC-0001 ※2012年9月9日の主催ライブにて先行販売）

### アルバム
- Hello （2011年3月4日、ZHCD-1003 ※2010年12月20日のワンマンライブにて先行販売）

### 未発表楽曲
- スーキー （作詞：椛田早紀/作曲：藤枝秀達）
- love&music （作詞：椛田早紀/作曲：藤枝秀達）
- LADY BUG （作詞：椛田早紀/作曲：藤枝秀達（※セルフカバー））
- ヒマワリ （作詞：椛田早紀/作曲：藤枝秀達（※セルフカバー））
- センチメートル （作詞：椛田早紀/作曲：藤枝エイリ）
- One×One （作詞：椛田早紀/作曲：藤枝エイリ）
- JUMP!!! （作詞：椛田早紀/作曲：藤枝エイリ）
- Days （作詞：Saki/作曲：Eiri）